# Alga, Kazakstan
Alga (ryska: Алга), eller Algha (kazakiska: Алға), är en stad med 15 700 invånare vid floden Ilek (en biflod till Ural) i oblastet Aqtöbe i nordvästra Kazakstan, belägen 44 kilometer söder om staden Aqtöbe (Aktiubinsk). Staden är huvudort i rajonen Alga. Alga växte fram utifrån de kemiska industrierna, med produktion av bland annat konstgödsel, som grundlades 1939. Orten fick stadsstatus 1961.